# Residuum (Pareto)
Der bedeutende Soziologe, Sozialpsychologe und Volkswirt Vilfredo Pareto hat eine besondere Lehre der sozialen Residuen als „präreflexiver Deutungsmuster“ (so Maurizio Bach) entwickelt. Für den sehr stark naturwissenschaftlich-induktiv denkenden Pareto war ein Residuum eine „analytisch nicht weiter auflösbare Gefühlsstruktur“ (Gottfried Eisermann), eine wirkende Restgröße, die keinen „Instinkt“, „Trieb“ noch gar einen „Grundsatz“ darstellt, nichtsdestoweniger aber den Menschen unausweichlich lenkt. Dies wird freilich selten genug eingestanden, sondern der Mensch findet immer wieder beschönigende Erklärungen („Derivationen“), mit denen er seine Handlungen erläutert. Die Psychologie spricht hier auch von „Rationalisierung“.

## Die sechs Residuen
Handlungen gehen nach Pareto auf nur sechs verschiedene „Klassen“ von „Residuen“ zurück:
- I: der „Instinkt der Kombinationen“ (kein Instinkt im zoologischen Sinn! – sondern ein Handlungskomplex, der z. B. habituelles Tricksen/Chinchen umfassen kann)
- II: die „Persistenz der Aggregate“ (das Bedürfnis nach stabilen sozialen Verhältnissen, verbunden mit unbefangener Gewaltanwendung zu deren Etablierung oder Bewahrung)
- III: das Bedürfnis, Gefühle durch Handlungen zu bekunden,
- IV: das Bedürfnis nach Soziabilität, d. h. danach, Andere und sich einander anzupassen,
- V: das Streben nach Integrität des Individuums und dessen, was ihm eigen ist (Attribute, auch Besitztümer),
- VI: das sexuelle Residuum (kein „Trieb“ – sondern auch hier ein Handlungskomplex, der durchaus auch Askese umfassen kann).

## Anwendungsbereiche
Da Pareto den Unterschied zwischen sozialer „Revolution“ und „Evolution“ mit Hilfe der beiden Residuen der I. und II. Klasse erklärt, sind diese zwei die bekanntesten geworden. Bildlich gesprochen bezeichnet der „Instinkt der Kombinationen“ die (von Pareto – Machiavelli folgend – so genannten) „Füchse“, die „Persistenz der Aggregate“ die „Löwen“. Unausweichlich lösen in der politischen Herrschaft nach ihm die „Füchse“ die „Löwen“ evolutionär ab, hingegen die „Löwen“ die „Füchse“ revolutionär. 
Beide Residuen unterscheiden bei ihm in der Wirtschaft entsprechend die „Spekulanten“ von den „Rentiers“, und mit diesen Kategorien lassen sich langfristige Entwicklungen des Kapitalmarktes untersuchen.

## Quelle
- Vilfredo Pareto, Trattato di sociologia generale (dt. System der Allgemeinen Soziologie), Florenz 1916, §§ 845 ff.